# Warszawska Izba Rolnicza
Warszawska Izba Rolnicza – jednostka samorządu gospodarczego rolnictwa, a jednocześnie osoba publiczno-prawna, ustanowiona w celu zorganizowania zawodu rolniczego oraz w dziedzinie działalności rolnictwa. Samorząd rolniczy stanowił zdecentralizowaną formą administracji publicznej o charakterze przymusowym. Pojęcie rolnictwo obejmowało – oprócz właściwego rolnictwa – również leśnictwo, ogrodnictwo, hodowlę zwierząt i ryb oraz inne gałęzie wytwórcze związane z gospodarstwem rolnym.

## Powołanie Izby
Warszawska Izba Rolnicza powstała w okresie sporu o formę i zakres oddziaływania samorządu rolniczego oraz w okresie nadawania nowej treści samorządowi terytorialnemu. W województwach południowo-wschodnich nie było doświadczenia w oddolnym kierowaniu rolnictwem, istniejące zaś stowarzyszenia rolnicze stawiały przed sobą przede wszystkim cele oświatowo-szkoleniowe. Natomiast w zachodniej części kraju obejmującej zwłaszcza tereny byłego zaboru pruskiego, z powodzeniem funkcjonowały trzy izby rolnicze (Pomorska, Śląska i Wielkopolska), których swoim doświadczeniem sięgały 1894 r., i które były pozytywnie ocenianie przez władze administracyjna i środowisko rolnicze.
Początkowo idea utworzenia izb rolniczych na obszarze całego kraju nie cieszyła się dużym zainteresowaniem. Kontrowersje wokół powstania izb wzbudzał przede wszystkim przymusowy charakter członkostwa w ich ramach oraz wzajemne relacje i podział zadań pomiędzy samorząd rolniczy a samorząd terytorialny. Wprowadzona w życie w 1928 r. ustawa o izbach rolniczych już po opublikowaniu, nadal była przedmiotem sprzeciwu części środowiska rolniczego, z uwagi na utratę przez towarzystwa, związki, zrzeszenia i organizacje rolnicze części uprawnień i znaczenia w życiu gospodarczym kraju. Wskazywano, że ustawa charakteryzuje się pewnymi brakami, w tym zwłaszcza dotyczących dochodów i kosztów prowadzenia izby, zakresu odpowiedzialności za rolnictwo w sytuacji kształtowania samorządu terenowego, czy zakresu współpracy ze społecznymi organizacjami rolniczymi.
W świetle tej dyskusji zdecydowano, że w oparciu o ustawę o izbach rolniczych z 1928 r. powstanie tylko Warszawska Izba Rolnicza, która pozwoliła na sprawdzenie wprowadzonych regulacji prawnych, a jednocześnie na podstawie zdobytych doświadczeń na dokonanie w szybkim terminie nowelizacji.

## Izba rolnicza w świetle ustawy z 1928 r.
Ustawa o izbach rolniczych z 1928 r. dała podstawę Radzie Ministrów do utworzenia Warszawskiej Izby Rolniczej i nadanie jej statutu w 1929 r. Zadaniem izby rolniczej było reprezentowania interesów rolnictwa, podejmowania środków w zakresie jego popierania oraz współdziałania z organami władzy państwowej w sprawach związanych z rolnictwem. Odnośnie do przedstawicielstwa interesów rolnictwa, izba występowała do władz rządowych i samorządowych z wnioskami o ogólnych potrzebach rolnictwa, wydawała opinie w sprawach dotyczących rolnictwa, delegowały swoich przedstawicieli do organów doradczych oraz składały ministrowi sprawozdania o stanie rolnictwa w okręgach.
W zakresie popierania rolnictwa, izby mogły w szczególności zakładać szkoły rolnicze, organizować wystawy i pokazy rolnicze, udzielać porad i pomocy fachowej w sprawach rolnictwa, współdziałać w zakresie organizacji rynku zbytu, a także organizować ubezpieczenia i kredyty dla rolników. Izby rolnicze stanowiły podstawowe narzędzie kierowania rolnictwem i dlatego miały bardzo rozległe kompetencje. Szerokie spektrum zadań z zakresu administracji publicznej powodowało, iż izba miała najbardziej samorządowy, a przy tym władczy charakter spośród innych instytucji samorządu gospodarczego.
Nadzór nad działalnością izby sprawował Minister Rolnictwa i Reform Rolnych, a także właściwy ze względu na jej siedzibę wojewoda warszawski. Izby rolnicze miały obowiązek zawiadamiać organy nadzoru o swoich posiedzeniach. Minister Rolnictwa i Reform Rolnych działając na wniosek wojewody lub z własnej inicjatywy, mógł orzec o nieważności uchwał organów izby z powodu ich niezgodności z obowiązującym prawem.

## Izba rolnicza w świetle ustawy z 1932 r.
W 1932 r. ukazała się znowelizowana ustawa o izbach rolniczych, w oparciu o którą w 1933 r. Minister Rolnictwa i Reform Rolnych powołał izby rolnicze w pozostałych województwach. Tak więc cały kraj pokryty został w pełni siecią izb rolniczych, przy czym wprowadzono dwa wyjątki dla województwa lwowskiego i wileńskiego, w których obszar oddziaływania był większy niż jedno województwo (wymóg ustawowy).
Znowelizowana ustawa z 1932 r. brała pod uwagę wypracowane wnioski z funkcjonowania Warszawskiej Izby Rolniczej, które wskazywały na potrzebę zwrócenia uwagi na następujące problemy:
- enigmatycznie opisane dochody izb rolniczych,
- brak wskazania, które konkretnie społeczne organizacje rolnicze wchodzą w skład rady izby,
- brak określenia zakresu współdziałanie z władzami państwowymi przy wykonywaniu nadzoru nad działalnością powiatowych związków samorządowych.

W ustawie o izbach rolniczych i obwieszczenia Ministra Rolnictwa i Reform Rolnych z 1932 r. przyjęto, że gospodarka finansowa izby funkcjonować będzie w granicach ustalonych w budżecie. Dochody izby składały się z:
- 3% udziału w ogólnej kwocie państwowego podatku gruntowego, pobranego w okręgu Izby,
- 50% kwot uzyskiwanych z okręgu izby na podstawie przepisów obowiązujących o finansach komunalnych,
- opłat ustanowionych na rzecz izby na mocy obowiązujących ustaw,
- opłat za świadczenia i usługi oddawane rolnikom przez izbę,
- zasiłków rządowych, samorządowych lub innych.

Na pytanie jak duży był to budżet, znajdziemy odpowiedź u S. Miklaszewskiego, który przedstawił ogólny budżet Izby w 1933/34 następująco:
- 707 043 zł – ogółem, w tym:
- 453 009 zł – udział w podatku gruntowym,
- 107 852 zł – zasiłki,
- 146 191 zł – inne środki,

Ponadto kwota 1500 tys. zł przyznana została w ramach świadczeń samorządu terytorialnego na popieranie rolnictwa, które pochodziła z budżetu centralnego.
W nowych regulacjach prawnych dużą uwagę przypisywano kwestii współpracy Izby z organizacjami rolniczymi. Przy wypełnianiu swoich zadań w zakresie samodzielnego popierania rolnictwa izba utrzymywała stałą wież i ścisłą łączność z pracami jednostek samorządu terytorialnego i organizacjami rolniczymi, w tym przede wszystkim z powiatowymi organizacjami ogólnorolniczymi, jak::
- związkami i towarzystwami rolniczymi,
- zrzeszeniami branżowymi rolników,
- spółdzielniami rolniczymi.

Dużym uprawnieniem było, że izby rolnicze uprawnione były do przejmowania od społecznych organizacji rolniczych – na ich wniosek i za zgodą Ministra Rolnictwa i Reform Rolnych – cały majątek tych organizacji lub poszczególnych praw, zobowiązań, zakładów, i urządzeń w celu właściwego ich użytkowania.

### Samodzielne popieranie rolnictwa
Kształtowaniem izb rolniczych odbywało się równolegle z dyskusją o samorządzie terytorialnym, jako formie zdecentralizowanej władzy państwowej. Po zaborcach pozostały różne struktury samorządu terytorialnego, które nie można było ujednolicić jednym aktem prawnym. Regulacje prawne dotyczące samorządu terytorialnego trwały latami i zakończyły się przyjęciem ustawy z 1933 r. o zmianie ustroju samorządu terytorialnego (Ustawa 1933). Według ustawy jednostkami samorządu terytorialnego były powiatowe związki samorządowe oraz gminy, zaś organem stanowiącym i kontrolnym odpowiednio rada powiatowa i rada gminna.
Ustawa o izbach rolniczych zmierzała do uczynienia z nich instytucję samorządu gospodarczego, charakteryzujące się zdecentralizowaną formą administracji publicznej, posiadającą ustrój korporacyjny i członkostwo obligatoryjne. W przepisach ustalono, że izba w zakresie samodzielnego popierania rolnictwa, za zgodą właściwych organów samorządu terytorialnego powierzały jednostkom samorządu rolniczego prowadzenie prac, należących do właściwości izby.
Ponadto Minister Rolnictwa i Reform Rolnych przekazał izbie prowadzenie zakładów należące poprzednio do Skarbu Państwa, w tym:
- Ogrodniczy Zakład Doświadczalny w Morach,
- Jedwabniczy Zakład Doświadczalny w Milanówku,
- Zakład Uprawy i Hodowli Warzyw w Skierniewicach,
- Rolniczy Zakład Doświadczalny w Lipiu,
- Rolniczy Zakład Doświadczalny w Opatowcu,
- Rolniczy Zakład Doświadczalny w Poświętnym,
- Rolniczy Zakład Doświadczalny Sobieszynie.

### Organy Izby
Organami izby były: rada, zarząd oraz prezes izby. Rada stanowiła organ uchwalający i kontrolny. Do jej uprawnień należało decydowanie o zaciągnięciu pożyczek, o nabywaniu, zbywaniu i obciążaniu nieruchomości, przyjmowania przez izbę zapisów oraz darowizn, uchwalania preliminarzy budżetowych oraz zamknięć rachunkowych izby, a także ustalania wysokości opłat na rzecz izby. Radę izby tworzyli radcowie, w części wybrani przez wyborców, w części zaś mianowani przez Ministra Rolnictwa i Reform Rolnych. Radcowie mieli obowiązek uczestniczenia w pracach izby oraz wykonywania powierzonych im zadań. Swoją funkcję pełnili honorowo. Organem wykonawczym izby był zarząd, który składał się z prezesa i wiceprezesa izby oraz członków wybranych na okres trzech lat przez radę izby spośród swego grona. Zgodnie z przedmiotowym rozporządzeniem, istniało domniemanie kompetencji na rzecz zarządu izby, albowiem podejmował on działania we wszystkich sprawach, które nie leżały w gestii pozostałych organów. Izbę rolniczą na zewnątrz reprezentował prezes. Czuwał on nad wykonywaniem uchwał rady i zarządu izby, zwoływał posiedzenia tych organów oraz sprawował nadzór nad działalnością biura. Prezesa oraz wiceprezesa wybierała ze swego grona rada izby, wybór ten podlegał jednak zatwierdzeniu przez Ministra Rolnictwa i Reform Rolnych.

### Ordynacja wyborcza
W zmienionym statucie nadanym z 1933 r. Warszawskie izbie Rolniczej najwięcej uwagi poświęcono procesowi wyborczemu radnych. Powszechny wybór rad świadczył o jej samorządowym charakterze, poprzez który rolnicy wyrażano swoje potrzeby, oczekiwania i określałi dalszy kierunek działania. W proces wyborczy włączał się wojewoda warszawski oraz starostowie, zwłaszcza przez publikowanie komunikatów o terminie i miejscu przeprowadzania wyboru.
Do rady izby wybierano osoby bez różnicy płci, które ukończyły 30 lat, byli właścicielami, dzierżawcami (użytkownikami) lub kierownikami położonych w okręgu Izby gospodarstw rolnych lub pracowali w okręgu Izby w dziedzinie rolnictwa i posiadały wykształcenie wyższe lub wykształcenie rolnicze, lub co najmniej średnie. Rada Izby składała się z 24 radców, w tym 12 radców pochodzących z wyboru oraz 12 radców z nominacji, które wybierały społeczne organizacje rolnicze. Wybrani radcowie ze społecznych organizacji rolniczych powoływani byli przez Ministra Rolnictwa i Reform Rolnych.
W 1933 r. dla przeprowadzenia wyboru radców ustanowiono 12 okręgów wyborczych w następującym okręgu:
- I warszawski;
- II radzymiński, mińsko-mazowiecki;
- III grójecki, błoński;
- IV rawski, skierniewicki;
- V łowicki, kutnowski;
- VI sochaczewski, gostyniński;
- VII włocławski, nieszawski;
- VIII lipnowski, rypiński;
- IX płocki, płoński;
- X sierpecki, mławski;
- XI ciechanowski, przasnyski;
- XII pułtuski, makowski.

Ponadto dokonywano wyboru radców z wyboru społecznych spośród organizacji rolniczej z następujących organizacji:
- Okręgowe Towarzystwo Organizacji i Kółek Rolniczych w Błoniu,
- Okręgowe Towarzystwo Organizacji i Kółek Rolniczych w Grójcu,
- Okręgowe Towarzystwo Organizacji i Kółek Rolniczych w Lipnie,
- Okręgowe Towarzystwo Organizacji i Kółek Rolniczych w Makowie,
- Okręgowe Towarzystwo Organizacji i Kółek Rolniczych w Mińsku Mazowieckim,
- Okręgowe Towarzystwo Organizacji i Kółek Rolniczych w Nieszawie,
- Okręgowe Towarzystwo Organizacji i Kółek Rolniczych w Radzyminie,
- Okręgowe Towarzystwo Organizacji i Kółek Rolniczych w Rypinie,
- Okręgowe Towarzystwo Organizacji i Kółek Rolniczych w Sierpcu,
- Okręgowe Towarzystwo Organizacji i Kółek Rolniczych w Skierniewicach,
- Okręgowe Towarzystwo Organizacji i Kółek Rolniczych w Spale,
- Okręgowe Towarzystwo Organizacji i Kółek Rolniczych we Włocławku.

W 1939 r. dla przeprowadzenia wyboru radców ustanowiono 11 okręgów wyborczych, w tym po jednym radcy w każdym okręgu.